# Jeanine Mason

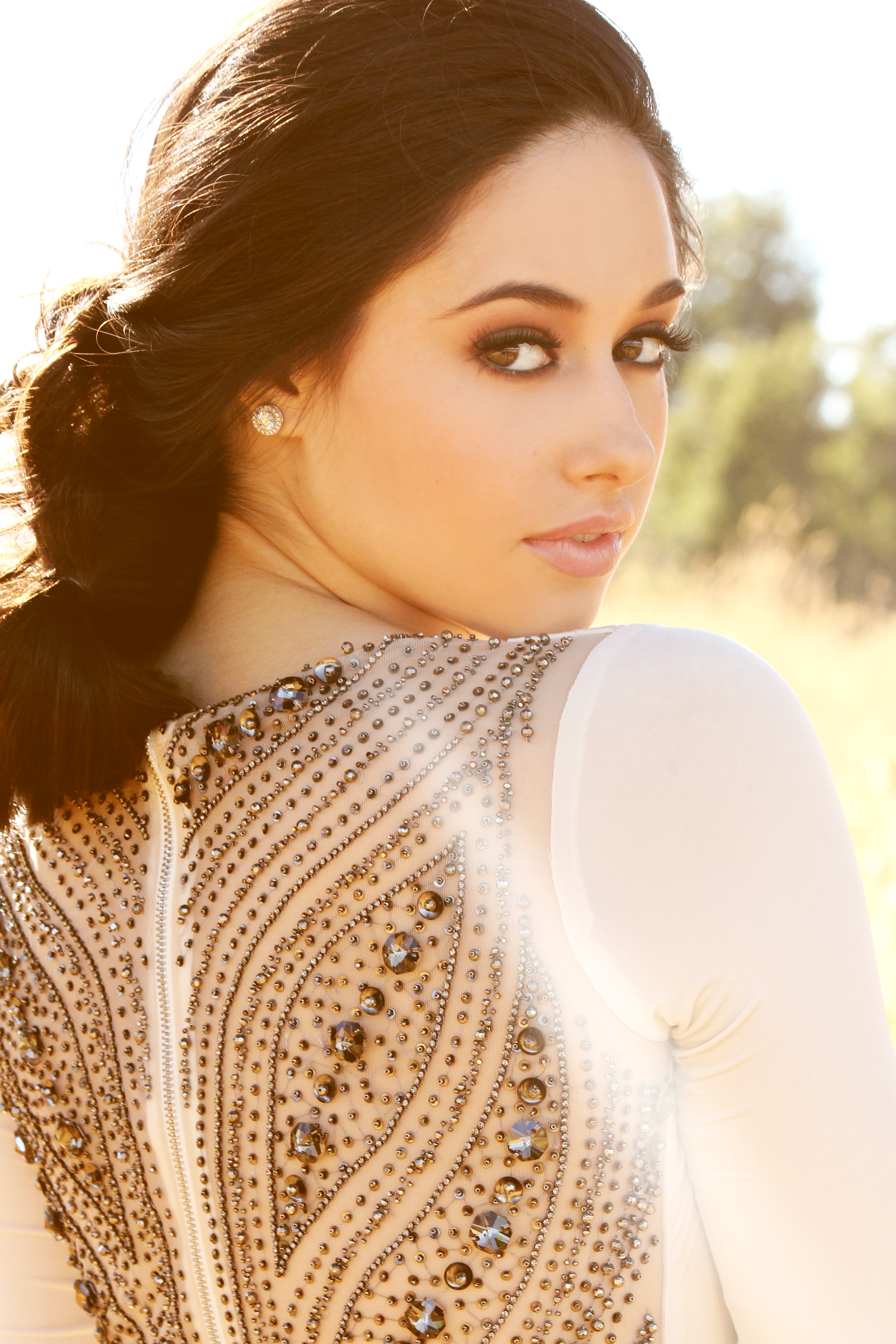
Jeanine Mason

Jeanine Marie Mason (* 14. Januar 1991 in Miami, Florida) ist eine US-amerikanische Schauspielerin und Tänzerin. In den USA wurde sie vor allem durch ihren Sieg in der fünften Staffel der Tanz-Castingshow So You Think You Can Dance des Senders FOX bekannt.

## Leben und Karriere
Jeanine Mason stammt aus Miami in Florida und ist Tochter einer tanzbegeisterten Familie. Sie wuchs mit ihren Eltern, welche beide kubanischer Abstammung sind, in Pinecrest, einem wohlhabenden Ort im Großraum von Miami, auf. Seit ihrem dritten Lebensjahr nahm Mason Tanzunterricht und übte sich etwa im Ballett und Flamenco, ehe sie sich Jazz, Hip-Hop, Akrobatik, sowie modernem und zeitgenössischem Tanz zuwandte. Neben ihrer Tanzausbildung stand sie parallel seit ihrem elften Lebensjahr auf der Theaterbühne, zunächst in Schulproduktionen.
Später zog es Mason nach Los Angeles, wo sie neben ihrer Tanz- und Bühnenausbildung am Michael Woolson Studio ihren Fokus auf das Schauspiel legte. Im Frühjahr 2014 schloss sie den Bachelor of Arts in World Arts and Culture an der UCLA mit der Auszeichnung cum laude ab.
Im Alter von 18 Jahren nahm sie an fünften Staffel der Tanz-Castingshow So You Think You Can Dance teil. Mason wurde durchgängig gelobt für ihre starke und vielseitige Leistung. Ihr Sieg, als bis dahin jüngste Gewinnerin der Sendung, machte sie in den USA bekannt. Im Anschluss, war sie zusammen mit den Top-12-Tänzern der Show im Herbst 2009 auf Tournee zu sehen. Sie tritt weiterhin regelmäßig als Tänzerin auf verschiedensten Bühnen in den Staaten auf.
Neben ihrer Tanzkarriere ist Mason seit 2010 auch als Schauspielerin aktiv. So war sie bereits kurz nach ihrem Sieg in einer Folge der Serie Big Time Rush zu sehen. Es folgten Auftritte in The Fresh Beat Band, CSI: Vegas und Hollywood Heights. 2013 war sie als Cozette in New in Paradise erstmals wiederkehrend in einer Serie zu sehen. Seitdem folgten weitere Gastauftritte, darunter in The Secret Life of the American Teenager, Major Crimes, Awkward – Mein sogenanntes Leben, Navy CIS: L.A. oder Criminal Minds. 2016 war sie als Merav in der Serie Of Kings and Prophets zu sehen.
Von 2017 bis 2018 übernahm sie in Grey’s Anatomy als Dr. Sam Bello eine Nebenrolle. Seit 2019 ist sie in der Serie Roswell, New Mexico in einer der Hauptrollen zu sehen.

## Filmografie (Auswahl)
- 2010: Big Time Rush (Fernsehserie, Episode 2x05)
- 2011: The Fresh Beat Band (Fernsehserie, Episode 2x20)
- 2011: CSI: Vegas (CSI: Crime Scene Investigation, Fernsehserie, Episode 12x07)
- 2012: iUnderstudy! (Kurzfilm)
- 2012: Hollywood Heights (Fernsehserie, 2 Episoden)
- 2013: New in Paradise (Fernsehserie, 7 Episoden)
- 2013: The Secret Life of the American Teenager (Fernsehserie, Episode 5x18)
- 2013: Hot Mess (Fernsehfilm)
- 2013: Major Crimes (Fernsehserie, Episode 2x13)
- 2014: Awkward – Mein sogenanntes Leben (Awkward, Fernsehserie, Episode 4x08)
- 2014: You’re the Worst (Fernsehserie, Episode 1x07)
- 2014: Default
- 2014: Navy CIS: L.A. (NCIS: L.A., Fernsehserie, Episode 6x08)
- 2015: Take It from Us (Fernsehfilm)
- 2015: Studio City (Fernsehfilm)
- 2016: El Empantanado: The Muddy
- 2016: Of Kings and Prophets (Fernsehserie, 9 Episoden)
- 2017: The Archer
- 2017: Waffles (Kurzfilm)
- 2017: Daytime Divas (Fernsehserie, 2 Episoden)
- 2017: Criminal Minds (Fernsehserie, Episode 13x02)
- 2017–2018: Grey’s Anatomy (Fernsehserie, 12 Episoden)
- 2019–2022: Roswell, New Mexico (Fernsehserie, 52 Episoden)
- 2020: El Empantanado: The Muddy
- 2020–2022: Trolls: TrollsTopia (Fernsehserie, 11 Episoden, Stimme)
- 2023: Upload (Fernsehserie, Episode 3x01)
- 2023: With Love (Fernsehserie, Episode 2x02)
- 2024: Ein neuer Sommer (The Perfect Couple, Miniserie)